# Bagyidaw
Bagyidaw (birm. ဘကြီးတော်, /ba̰dʑídɔ̀/; znany też jako Sagaing Min (birm. စစ်ကိုင်း မင်း), /zəɡáiɴ mɪ́ɴ/; imię nadane przy narodzinach: Maung Sein (မောင်စိန်); pełne imię sanskryckie: Siri Tribhavanaditya Pavarapandita Mahadhammarazadhiraza (သီရိ တြိဘဝနာဒိတျ ပဝရပဏ္ဍိတ မဟာဓမ္မရာဇာဓိရာဇာ); 23 lipca 1784 – 15 października 1846) – siódmy król birmańskiej dynastii Konbaumg panujący od roku 1819, aż do swej abdykacji w roku 1837.
Książę Sikongu, pod którym to tytułem był w tym czasie powszechnie znany, wybrany został na księcia koronnego przez swego dziadka, króla Bodawpayę w roku 1808, a tron objął w roku 1819, po śmierci Bodawpayi. W 1823 roku Bagyidaw przeniósł stolicę królestwa z Amarapury z powrotem do Ava.
Na panowanie Bagyidawa przypadła I wojna brytyjsko-birmańska (1824–1826), od której rozpoczął się upadek dynastii Konbaung. Bagyidaw odziedziczył po swym poprzedniku największe niemal z birmańskich imperiów, mniejsze jedynie od tego stworzonego przez Bayinnaunga, ale za to dzielące nieprecyzyjnie wytyczoną granicę z Indiami Brytyjskimi. W latach poprzedzających wojnę król zmuszony był tłumić wspierane przez Brytyjczyków rebelie na terenie zachodnich nabytków terytorialnych dziadka (Arakanu, Manipuru i Asamu), ale nie był w stanie powstrzymać najazdów zza granic brytyjskich terytoriów i protektoratów. Jego oparta na złych radach decyzja, by pozwolić birmańskiej armii na ściganie buntowników bez zważania na niedokładnie określoną granicę, doprowadziła do wojny. Wynik tej najdłuższej i najkosztowniejszej ze wszystkich wojen w historii Indii Brytyjskich był zdecydowanie korzystny dla Brytyjczyków, Birmańczycy byli więc zmuszeni przyjąć warunki zwycięzców bez dyskusji. Bagyidaw został zmuszony do oddania Brytyjczykom wszystkich zdobyczy swego dziadka na zachodzie oraz prowincji Taninthayi, a także do zapłacenia olbrzymiej kontrybucji w wysokości miliona funtów szterlingów, co na lata sparaliżowało kraj.
Zrujnowany Bagyidaw przez kilka lat żywił nadzieję, że Taninthayi zostanie mu zwrócone i w 1832 roku kosztem wielkich wyrzeczeń zapłacił ratę kontrybucji. W roku 1830 Brytyjczycy wyznaczyli na nowo granicę z Manipurem, ale w 1833 roku stało się już jasne, że nie zwrócą oni Birmie żadnego z jej dawnych terytoriów. Król wiódł życie pustelnika, a władza przeszła w ręce królowej Nanmadaw Me Nu i jej brata. W lutym 1837 roku brat króla, książę koronny Tharrawaddy, wzniecił bunt, w wyniku którego w kwietniu 1837 roku Bagyidaw został zmuszony do abdykacji. Król Tharrawaddy stracił królową Me Nu i jej brata, a Bagyidawa umieścił w areszcie domowym. Bagyidaw umarł 15 października 1846 roku w wieku 62 lat.

## Wczesne lata życia
Przyszły król był synem księcia koronnego Thado Minsawa, księcia Shwedaung oraz jego przyrodniej siostry Min Kye, księżniczki Taungdwin. Po urodzeniu, 23 lipca 1784 roku, otrzymał imię Maung Sein. Jeszcze jako niemowlę, Maung Sein otrzymał od swego dziadka, króla Bodawpayi, w lenno Sikong, stąd stał się znany jako Książę Sikongu (birm. စစ်ကိုင်း မင်း). 23 czerwca 1793 roku młody, niemający jeszcze 9 lat książę otrzymał stopień generała Północnego oraz Południowego Korpusu Królewskiej Kawalerii. 9 lutego 1803 roku, w wieku 18 lat, książę poślubił 14-letnią księżniczkę Hsinbyume, wnuczkę Bodawpayi. Młody książę interesował się pokazami artystycznymi, teatrem, łowami na słonie i wyścigami łodzi.

## Książę Koronny
Ojciec Maung Seina, książę koronny Thado Minsaw, umarł 9 kwietnia 1808 roku. Dziewięć dni później mający 23 lata książę został przez swego dziadka, króla Bodawpayę, wyniesiony niespodziewanie do godności księcia koronnego. Pozwolono mu także zatrzymać lenna zmarłego ojca – Dabayin i Shwedaung. Nowy książę koronny pełnił funkcję generała artylerii w wojnie birmańsko-syjamskiej (1808), która pozostała nierozstrzygnięta. Wyniesienie Seina do godności księcia koronnego oznaczało także wzrost znaczenia jego królewskich sług, w tym Maung Yita (późniejszego generała Maha Banduli) z Dabayin i Maung Sa (późniejszego księcia Myawaddy) z Sikongu. Myawaddy został jego długoletnim doradcą i osobistym sekretarzem (atwinwn), aż do abdykacji Bagyidawa w roku 1837. Promował on Maung Yita jako kandydata na gubernatora Ahlon-Monywa.
W roku 1812 pierwsza żona, księżniczka Hsinbyume umarła po porodzie w Mingun koło Ava. Dla upamiętnienia swej pierwszej żony, książę koronny kazał wznieść w Mingun piękną białą stupę nazwaną Pagodą Myatheindan . Będąc księciem koronnym Sein poślubił jeszcze pięć żon (spośród ogółem 23, jakie miał w ciągu swego życia). Jego trzecia i ostatnia najwyższa królowa, Nanmadaw Me Nu wzniosła w roku 1818 Klasztor Maha Aungmye Bonzan, znany powszechnie jako Me Nu Ok Kyaung (pol. Ceglany Klasztor Me Nu) – budowlę nietypową, gdyż birmańskie klasztory są wznoszone tradycyjnie z drewna .
W czasie, gdy Sein był księciem koronnym, jego dziadek, król Bodawpaya, wznowił swą ekspansje na zachód. W lutym 1814 roku birmańskie siły ekspedycyjne najechały Manipur, osadzając na tronie Marjit Singha, który wychowywał się w Ava, jako wasalnego króla.
W roku 1816 ahomski gubernator Guwahati w Asamie, Badan Chandra Borphukan, odwiedził dwór Bodawpayi w poszukiwaniu pomocy w walce ze swym politycznym rywalem Purnanandą Burhagohainem, premierem królestwa Ahom w Asamie. Borphukam powrócił ze wsparciem w postaci 16-tysięcznej armii pod dowództwem generała Maha Minhla Minkhaunga. Siły birmańskie wkroczyły do Asamu w styczniu 1817 roku i pokonały armię asamską w bitwie pod Ghiladhari. W międzyczasie Purnananda Burhagohain umarł, a jego syn Ruchinath Burhagohain zbiegł do Guwahati. Król Ahom Chandrakanta Singha zawarł układ z Badan Chandra Borphukanem i jego birmańskimi sojusznikami. Mianował on Borphukana Mantri Phukanem (premierem). Aby zacieśnić związki z birmańskim królem, wysłano do Bodawpayi liczne dary oraz ahomską księżniczkę Hemo Aideo jako kandydatkę na żonę. Wkrótce potem birmańska armia powróciła do domu. Rok później Badan Chandra Borphukan został zamordowany, a król Ahom Chandrakanta Singha został obalony przez rywalizującą z nim frakcję polityczną pod wodzą Ruchinatha Burhagohaina, syna Purnanandy Burhagohaina. Chandrakanta Singha wraz z przyjaciółmi Badan Chandry Borphukana zwrócił się do Bodawpayi o pomoc. W lutym 1819 roku siły birmańskie najechały Asam po raz drugi i ponownie osadziły na tronie Chandrakantę Singhę.

## Król

### Problemy na zachodnim pograniczu
Gdy 5 czerwca 1819 roku umarł Bodawpaya, Bagyidaw nie napotykając sprzeciwu zajął jego miejsce na tronie. 7 czerwca 1819 roku został koronowany w Amarapurze i przyjął królewskie imię Sri Pawara Suriya Dharmaraja Maharajadhiraja. Zostało ono później rozszerzone do Siri Tribhawanaditya Dhipati Pawara Pandita Mahadhammarajadhiraja. Bagyidaw odziedziczył po swym dziadku drugie pod względem wielkości imperium w historii Birmy, które jednak dzieliło długą, nie w pełni określoną granicę z Indiami Brytyjskimi. Brytyjczycy, zaniepokojeni birmańską władzą nad Manipurem i Asamem, która zagrażała ich własnym wpływom na terenach wzdłuż wschodniej granicy Indii Brytyjskich, wspierali wybuchające w tych regionach rebelie.
Pierwszym sprawdzianem rządów nowego króla były działania radży Manipuru, zaledwie sześć lat wcześniej osadzonego na tronie przez Birmańczyków. Radża Marjit Singh nie przybył na ceremonię koronacyjną Bagyidawa ani nie wysłał poselstwa z daniną, do czego zobowiązani byli wszyscy wasalni władcy. W październiku 1819 roku Bagyidaw wysłał do Manipuru, z zadaniem odzyskania kontroli nad tym państwem, ekspedycję w sile 25 000 pieszych i 3000 konnych pod dowództwem swego ulubionego generała Maha Banduli . Bandula odzyskał Manipur, lecz radża zbiegł do sąsiedniego Cacharu, gdzie władcą był jego brat Chourjit Singh. Bracia Singh zaczęli najeżdżać Manipur korzystając ze swych baz w Cacharze i Jaintii – terytoriów ogłoszonych brytyjskimi protektoratami.
W 1821 roku niepokoje rozprzestrzeniły się na Asam, gdy jego ahomski król, Chandrakanta Singha, próbował pozbyć się birmańskich wpływów. Zatrudnił on bengalskich najemników i zaczął wzmacniać swą armię. Rozpoczął też budowę umocnień mających powstrzymać dalsze birmańskie najazdy. Bagyidaw ponownie skorzystał z dowódczego talentu Banduli. W ciągu około pół roku, do lipca 1822, 20-tysięczna armii generała uporała się z siłami asamskimi. Tym razem Bagyidaw zlikwidował 600-letnią asamską monarchię i uczynił Asam prowincją pod zarządem wojskowego generała-gubernatora. (Asamscy kronikarze podają nieco inną wersję wydarzeń: według nich Bagyidaw osadził na tronie jako ahomskiego króla Asamu Jogeswara Singhę, brata Hemo Aideo poślubionej przez Bodawpayę, a generał-gubernator został ustanowiony w celu nadzorowania administracji). Pokonany król Asamu zbiegł na terytorium brytyjskiego Bengalu. Brytyjczycy zignorowali birmańskie żądania wydania zbiegłego króla, a zamiast tego wzmocnili załogi nadgranicznych fortów. Pomimo sukcesów odnoszonych na otwartym polu walki, Birmańczycy mieli nadal kłopot z najazdami na Manipur i Asam przez rebeliantów mających bazy w brytyjskich protektoratach Cachar i Jaintia, a także na Arakan przez buntowników z brytyjskiego Bengalu.
Na dworze Bagyidawa stronnictwo wojny, do którego zaliczali się generał Bandula, królowa Me Nu oraz jej brat, książę Salin, przekonywało króla, iż decydujące zwycięstwo pozwoliłoby Ava na skonsolidowanie swych nabytków w zachodniej części imperium – Arakanie, Manipurze, Asamie, Cacharze I Jaintii, a także na zajęcie wschodniego Bengalu. W styczniu 1824 roku Maha Bandula pozwolił jednemu ze swych najważniejszych zastępców, Maha Uzanie, na wkroczenie do Cacharu i Jaintii w pościgu za rebeliantami. Brytyjczycy wysłali swoje własne wojska na spotkanie z Birmańczykami w Cacharze, co doprowadziło do pierwszych starć między dwiema armiami. Wojna wybuchła formalnie 5 marca 1824 roku, po serii potyczek granicznych w Arakanie.

### Wojna
Na początku wojny zaprawieni w walce Birmańczycy, lepiej zaznajomieni z terenem stanowiącym „potężną przeszkodę dla marszu wojsk europejskich”, zdołali odepchnąć lepiej uzbrojone siły brytyjskie, w skład których wchodzili żołnierze europejscy i indyjscy. W maju armia Uzany zajęła Cachar i Jaintię, a siły księcia Myawaddy pokonały wojska brytyjskie na terenie Bengalu, co spowodowało wybuch paniki w Kalkucie.
Zamiast prowadzenia walk w trudnym terenie, Brytyjczycy zdecydowali się na przeniesienie działań wojennych na obszar samej Birmy. 11 maja 1824 roku do portu Rangunu zawinęły brytyjskie siły morskie liczące ponad 10 000 ludzi pod dowództwem Archibalda Campbella i z zaskoczenia zajęły miasto. Bagyidaw nakazał Maha Banduli i większości swych wojsk powrót do kraju i wyjście na spotkanie wroga w Rangunie. W grudniu 1824 roku liczące 30 000 żołnierzy wojska Banduli próbowały odbić Rangun, ale zostały zdecydowanie pokonane przez o wiele lepiej uzbrojone siły brytyjskie. Brytyjczycy przeszli niezwłocznie do ofensywy na wszystkich frontach. W kwietniu 1825 roku wojska brytyjskie wyparły Birmańczyków z Arakanu, Asamu, Manipuru, Taninthayi oraz delty Irawadi, gdzie poległ generał Maha Bandula. Po jego śmierci siły birmańskie walczyły dalej, jednak ich rozpaczliwy atak mający na celu odbicie terenu delty został odparty w listopadzie 1825 roku. W lutym 1826 roku, gdy armia brytyjska stała już tylko 90 km od Ava, Bagyidaw zgodził się na przyjęcie brytyjskich warunków zakończenia wojny.
Zgodnie z traktatem z Yandabo, Brytyjczycy zażądali, a Birmańczycy zgodzili się na:
1. Przekazanie Brytyjczykom Asamu, Manipuru, Arakanu oraz wybrzeża Taninthayi na południe od rzeki Saluin,
2. Zaprzestanie ingerencji w sprawy Cacharu i Jaintii,
3. Zapłacenie kontrybucji w wysokości miliona funtów szterlingów w czterech ratach,
4. Wymianę przedstawicieli dyplomatycznych pomiędzy Ava a Kalkutą,
5. Podpisanie traktatu handlowego w późniejszym terminie.

### Po wojnie

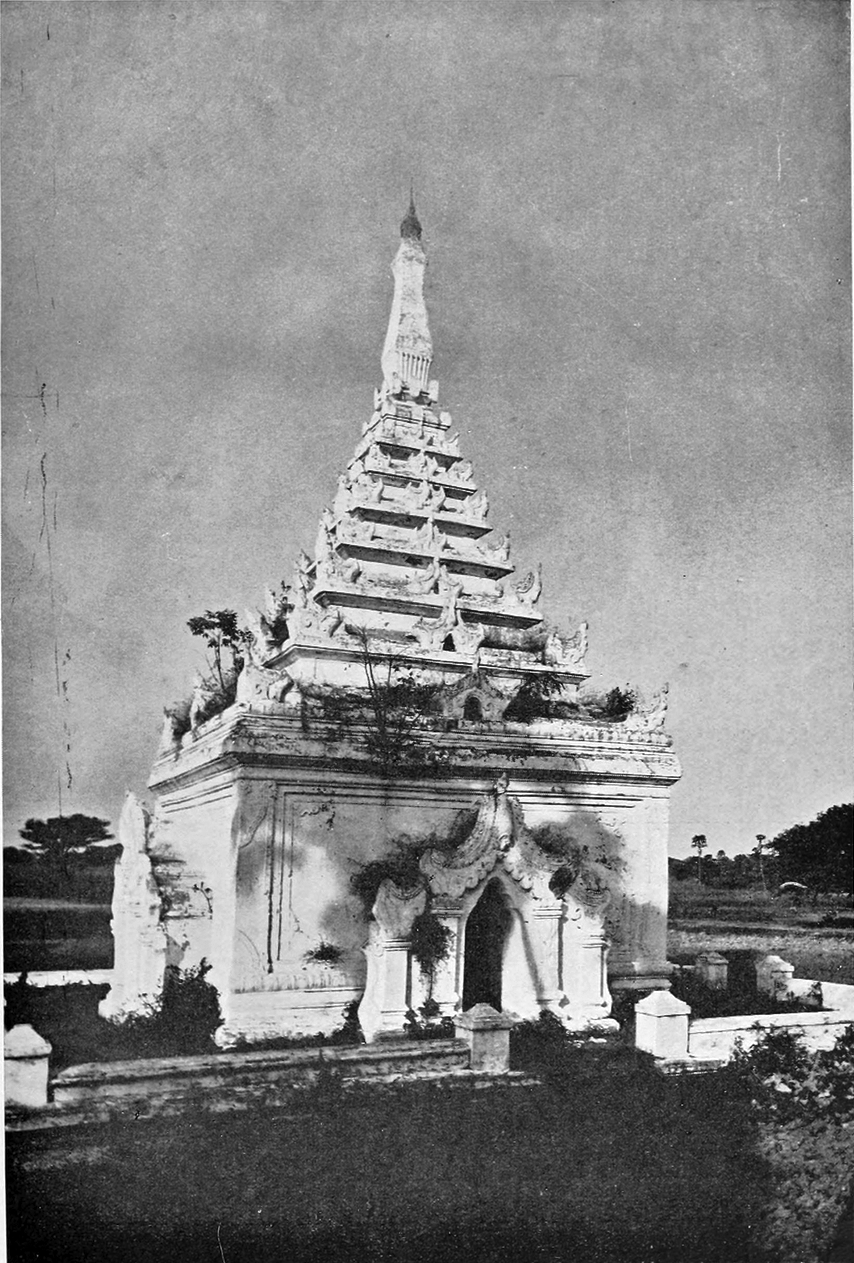
Grób Bagyidawa w Amarapurze.

Wypełnienie warunków traktatu stanowiło bardzo duże obciążenie finansowe dla królestwa Birmy, prowadząc praktycznie do jego ruiny. Warunki postawione przez Brytyjczyków podczas negocjacji wynikały w znacznym stopniu z poważnych strat ludzkich i finansowych, jakie ponieśli na skutek wojny. Wzięło w niej udział około 40 000 żołnierzy brytyjskich i indyjskich, z których 15 000 straciło życie. Sięgające 13 milionów funtów szterlingów koszty wojny niemal doprowadziły do ruiny także Indie Brytyjskie. Przyczyniły się one do poważnego kryzysu ekonomicznego w Indiach, który w 1833 roku doprowadził do bankructw biur agentów handlowych w Bengalu i kosztował Brytyjską Kompanię Wschodnioindyjską utratę posiadanych jeszcze przywilejów, w tym monopolu na handel z Chinami.
Traktat był dla Birmańczyków olbrzymim upokorzeniem i długotrwałym obciążeniem finansowym. Całe pokolenie mężczyzn zostało stracone na polach walki. W gruzach legł znany Birmańczykom świat podbojów i dumy z osiągnięć wojennych, zbudowany na fundamencie imponującego sukcesu militarnego osiągniętego w poprzedzających wojnę 75 latach. Niechciany brytyjski rezydent w Ava był codziennym przypomnieniem upokorzenia klęską. Jarzmo kontrybucji zrujnowało skarbiec królewski na lata. Jej wysokość – milion funtów szterlingów – uważana byłaby za ogromną nawet w ówczesnej Europie, a przerażające wrażenie zrobiła po przeliczeniu na birmańskie kyaty stanowiąc równowartość ich 10 milionów. Koszty życia przeciętnego wieśniaka w Górnej Birmie w roku 1826 równe były 1 kyatowi miesięcznie.
Bagyidaw nie mógł pogodzić się z utratą terytoriów, Brytyjczycy używali więc Taninthayi jako wabika dla Birmańczyków, mającego skłonić ich do płacenia kolejnych rat kontrybucji. W roku 1830 Brytyjczycy zgodzili się na ponowne wytyczenie granicy Manipuru z Birmą, oddając Birmańczykom dolinę Kabaw. W listopadzie 1832 roku Bagyidaw kosztem wielkich wyrzeczeń zapłacił ratę kontrybucji. Jednak w 1833 roku było już jasne, że Brytyczycy nie mają zamiaru zwrócić jakichkolwiek terytoriów. Kochający niegdyś teatr i wyścigi łodzi król, stawał się coraz większym samotnikiem nękanym atakami depresji. Władza w królewskim pałacu przeszła w ręce najwyższej królowej Me Nu i jej brata. W lutym 1837 roku zbuntował się Tharawaddy, książę koronny i brat Bagyidawa, a dwa miesiące później, w kwietniu, król został zmuszony do abdykacji. Tharrawaddy stracił Me Nu i jej brata, a swojego brata zatrzymał w areszcie domowym. Bagyidaw umarł 15 października 1846 roku w wieku 62 lat. Były król miał 23 żony, pięciu synów i pięć córek.